# Hartwig Fischer
Hartwig Fischer (né le 14 décembre 1962) est un historien de l'art et directeur de musée allemand. De avril 2016 à août 2023, il est directeur du British Museum, premier directeur non britannique du musée depuis 1866. De 2012 à 2016, il est directeur des collections d'art de l'État de Dresde (Staatliche Kunstsammlungen Dresden).

## Jeunesse et éducation
Fischer est né le 14 décembre 1962 à Hambourg, en Allemagne de l'Ouest . Son père est originaire du Mecklembourg. Enfant, Fischer visite les galeries d'art alors qu'il rend visite à des parents plus au sud, à Dresde dans l'État est-allemand séparé de l'époque (de 1949 à 1989) . Il entreprend des recherches de troisième cycle sur Hermann Prell (en)  pour lesquelles il obtient un doctorat de l'université de Bonn en 1994 . Il parle couramment l'allemand, le français, l'italien et l'anglais .

## Carrière
Hartwig Fischer commence sa carrière au Kunstmuseum Basel, un musée d'art à Bâle, en Suisse. Là, entre 2001 et 2006, il est conservateur de l'art du XIXe siècle et de l'art moderne . Il devient directeur du musée Folkwang à Essen en 2006 où il préside une période d'expansion ,. En décembre 2011, il est nommé directeur des collections d'art de l'État de Dresde (Staatliche Kunstsammlungen Dresden) . Par la suite, il succède à Martin Roth, après le départ de Roth pour prendre en charge le Victoria and Albert Museum de Londres .
Le 25 septembre 2015, les administrateurs du British Museum  annoncent que Fischer serait le prochain directeur du musée. Il est le premier directeur non britannique du musée depuis la démission de l'Italien Antonio Panizzi en 1866 . Il prend ses fonctions le 4 mai 2016 .
Dans son rôle de directeur, il soutient la possession controversée des marbres Elgin, qui ont été retirés du Parthénon à Athènes par des agents de lord Elgin au début des années 1800 . En janvier 2019, Hartwig Fischer accorde une interview dans laquelle il affirme que le retrait des marbres était un "acte créatif", réaffirme la position du British Museum de ne pas les prêter à d'autres musées et déclare qu'elles appartiennent aux administrateurs du musée, plutôt qu'au gouvernement grec .
À la suite de l'annonce de la disparition de 2 000 œuvres d'art au British Museum le 16 août 2023, Hartwig Fisher annonce sa démission du poste de directeur du musée le 25 août 2023.

## Travaux
- Kandinsky: The path to abstraction, London, Tate Publishing, 2006 (ISBN 978-1854376770)
- (de) Hartwig Fischer, Georg Baselitz: Hintergrundgeschichten, München, Hirmer, 2013 (ISBN 978-3777421667)
- (de) Hartwig Fischer, Bernhard Maaz: Gemaldegalerie Alte Meister Dresden, Köln, Verlag der Buchhandlung Walther Konig, 2014 (ISBN 978-3863356125)